# Kotheberg
Der Kotheberg ist ein 2300 m hoher Berg im ostantarktischen Viktorialand. Er ist der südöstlichste Gipfel der Lawrence Peaks in den Victory Mountains. Seine unvereiste Südostflanke überragt den Seafarer-Gletscher an seiner Einmündung in den Mariner-Gletscher. Benachbarte Gipfel sind das Schnidrighorn im Westen, der Brandalberg im Nordwesten und der Pedersenberg im Norden.
Wissenschaftler der deutschen Expedition GANOVEX III (1982–1983) nahmen seine Benennung vor. Namensgeber ist Jürgen Kothe, Logistiker dieser Forschungsreise.